# The Defenders (série télévisée, 2017)
Pour les articles homonymes, voir The Defenders et Les Défenseurs.
Iron Fist Inhumans
Marvel's The Defenders, ou simplement The Defenders, est une mini-série américaine créée par Douglas Petrie et Marco Ramirez mise en ligne le 18 août 2017 sur le service de vidéo à la demande Netflix.
La série met en scène les quatre personnages Marvel Comics qui ont auparavant eu droit à leur propre série (Daredevil, Jessica Jones, Luke Cage et Iron Fist). Ceux-ci font équipe et forment un groupe de super-héros, les Défenseurs, appartenant à l'univers Marvel, créé par Roy Thomas et Ross Andru. C'est une équipe orientée, à la différence des X-Men ou des Vengeurs, vers des histoires à connotation magique ou mystique.
Faisant partie  de l'univers cinématographique Marvel, la série est produite par Marvel Television et ABC Studios. En 2022, l'annonce d'un soft-reboot de Daredevil, intègre la série et ses dérivées dans la chronologie officielle de l'univers cinématographique Marvel.
Cette série, comme les autres productions originales de Netflix, a une sortie simultanée dans tous les pays francophones.
En France, The Defenders est supprimée de la plateforme Netflix le 28 février 2022, après l’acquisition des droits de la série par Disney. La série est de nouveau disponible au streaming légal sur la plateforme Disney+ à partir du 29 juin 2022.

## Synopsis
Iron Fist assemble autour de lui une équipe de super-héros composée de Jessica Jones, Luke Cage et Daredevil dans le but de protéger New York d'une terrible menace, La Main, dirigée par Alexandra Reid.

## Fiche technique
- Titre original : Marvel's The Defenders
- Création : Douglas Petrie et Marco Ramirez d'après les personnages créés par Roy Thomas et Ross Andru
- Réalisation : S. J. Clarkson, Uta Briesewitz, Peter Hoar
- Scénario : Douglas Petrie, Marco Ramirez
- Direction artistique : Loren Weeks
- Décors : Toni Barton et Malchus Janocko
- Costumes : Lindsay Kouri et Chrissy Kuhn
- Photographie : Matthew J. Lloyd
- Montage: Miklos Wright, Michael N. Knue
- Musique : John Paesano
- Casting : Laray Mayfield CSA et Julie Schubert CSA
- Effets spéciaux de maquillage : Josh Turi
- Effets visuels : Rebecca Burnett et Shannon R. Smith
- Effets spéciaux : Johann Kunz
- Producteur : Evan Perazzo
- Coproducteur : Tom Lieber, Devon Quinn, Darren Frankel et Keira Morrisette
- Producteurs exécutifs : S.J. Clarkson, Cindy Holland, Allie Goss, Alison Engel, Kris Henigman, Allan Fine, Stan Lee, Joe Quesada, Karim Zreik, Jim Chory, Jeph Loeb, Drew Goddard, Douglas Petrie et Marco Ramirez
- Coproducteur exécutif : Lauren Schmidt Hissrich
- Sociétés de production : Goddard Textiles, Nine and a Half Fingers, Inc., ABC Studios, Marvel Television et Netflix
- Sociétés de distribution :  Netflix
- Pays d'origine :  États-Unis
- Langue originale : anglais
- Format : couleur - 1,78:1 - son Dolby Digital
- Genre : super-héros, action, science-fiction
- Durée : 8 x 60 minutes
- Version française :
  - Société de doublage : Deluxe Média Paris
  - Direction artistique : Nathalie Raimbault
  - Adaptation des dialogues : Marc Saez

## Distribution

### Acteurs principaux
- Charlie Cox (VF : Bernard Gabay) : Matt Murdock / Daredevil
- Krysten Ritter (VF : Victoria Grosbois) : Jessica Jones
- Mike Colter (VF : Daniel Lobé) : Luke Cage
- Finn Jones (VF : Patrick Mancini) : Danny Rand / Iron Fist
- Élodie Yung (VF : Chloé Berthier) : Elektra Natchios // Le Black Sky
- Sigourney Weaver (VF : Sylvie Genty) : Alexandra Reid (épisodes 1 à 6)

### Acteurs secondaires
- Babs Olusanmokun (VF : Loïc Houdré) : Sowande (épisodes 2 à 5)
- Yutaka Takeuchi : Murakami (épisodes 4 à 8)

### Personnages venant des autres séries Marvel / Netflix
Daredevil
- Rosario Dawson (VF : Annie Milon) : Claire Temple (épisodes 1 à 3, 5, 7 et 8)
- Elden Henson (VF : Franck Lorrain) : Franklin « Foggy » Nelson (épisodes 1, 2, 5, 7 et 8)
- Deborah Ann Woll (VF : Noémie Orphelin) : Karen Page (épisodes 1, 5, 7 et 8)
- Wai Ching Ho (VF : Marie-Martine) : Madame Gao (épisodes 1, 2, et 5 à 8)
- Scott Glenn (VF : Georges Claisse) : Stick (épisodes 2 à 7)
- Amy Rutberg (VF : Marie Zidi) : Marci Stahl (épisode 2)
- Peter McRobbie (VF : Achille Orsoni) : le père Lantom (épisode 1)
- Rob Morgan (VF : Florian Wormser) : Turk Barrett (en) (épisode 2)

Jessica Jones
- Rachael Taylor (VF : Hélène Bizot) : Patricia « Trish » Walker (épisodes 1, 2, 5 et 8)
- Eka Darville (VF : John Kokou) : Malcolm Ducasse (en) (épisodes 1, 2, 5 et 8)
- Carrie-Anne Moss (VF : Danièle Douet) : Jeri Hogarth (épisode 2)

Luke Cage
- Simone Missick (VF : Laurence Charpentier) : Mercedes « Misty » Knight (épisodes 1, 2, 5, 7 et 8)

Iron Fist
- Jessica Henwick (VF : Ingrid Donnadieu) : Colleen Wing (épisodes 1 à  3, 5, 7 et 8)
- Ramon Rodriguez (VF : Damien Ferrette) : Bakuto (en) (épisodes 5 à 8)

## Production

### Développement
Le 6 novembre 2013, la chaîne de vidéo à la demande Netflix annonce que, en partenariat avec Marvel Studios et ABC Studios, ceux-ci vont produire quatre séries télévisées sur les personnages de Daredevil, Jessica Jones, Luke Cage et Iron Fist ainsi que par la suite, une mini-série qui regroupera ces quatre super-héros qui s'intitulera The Defenders. Drew Goddard est nommé directeur exécutif de la série. Douglas Petrie et Marco Ramirez sont nommés show runners. Le tournage des huit épisodes prévus pour la première saison s'est achevé vers le 19 mars 2017 et a eu lieu essentiellement à New York.
Le 4 avril 2017, Netflix annonce via un teaser vidéo la date de diffusion de la série au 18 août 2017.
À la suite des critiques concernant le fait que Danny Rand ne portait pas de costume dans la série Iron Fist, l'acteur Finn Jones a posté un selfie le 1er mai 2017 sur lequel il porte un tee-shirt avec le dessin de son costume.
Le 3 mai 2017, Netflix diffuse une première bande-annonce officielle sur internet de la série regroupant les super-héros.

### Choix des interprètes

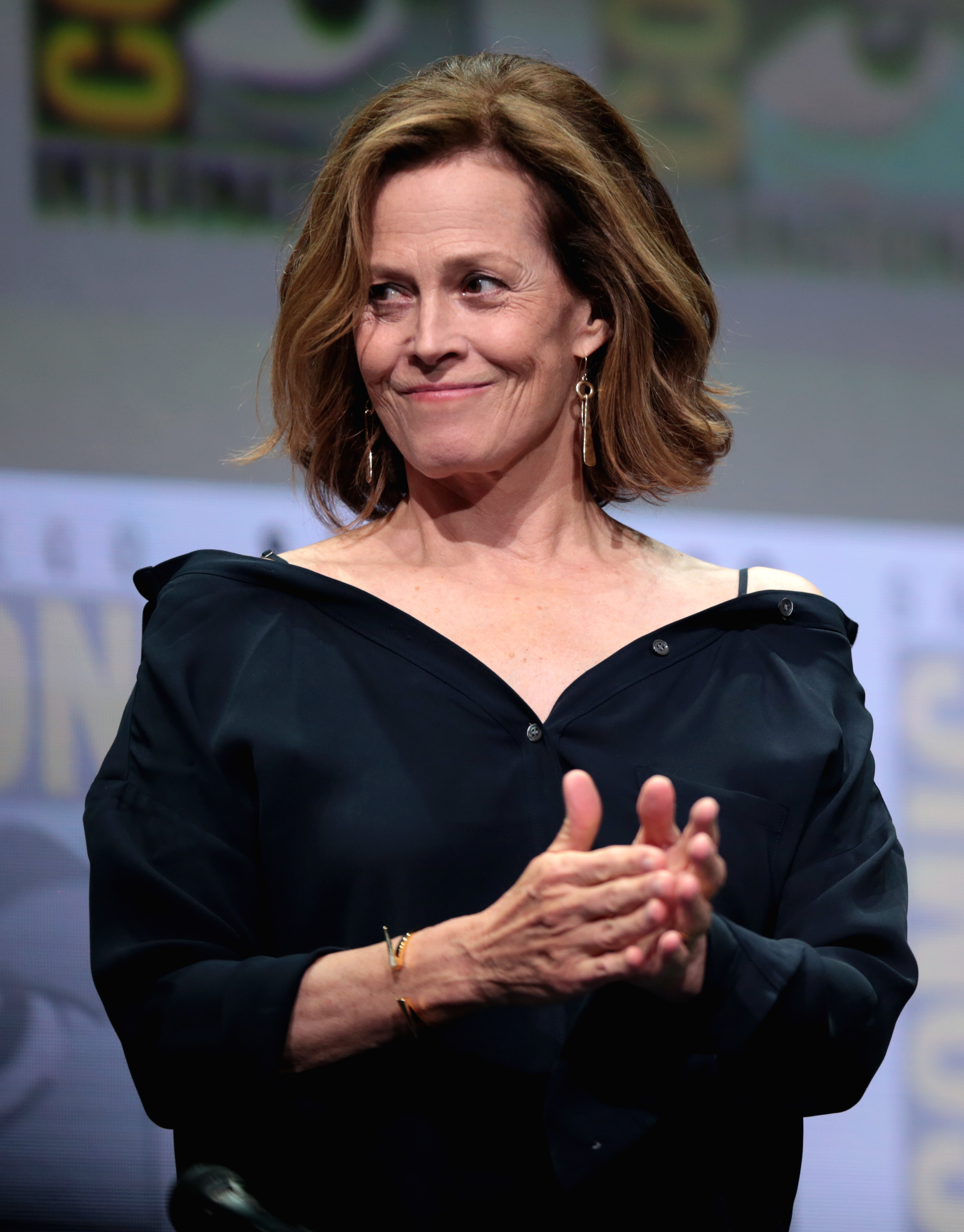
L'actrice Sigourney Weaver au Comic-Con de San Diego 2017, où elle est révélée comme interprète de l'ennemi des héros.

Charlie Cox reprend son rôle de Daredevil, Krysten Ritter celui de Jessica Jones, Finn Jones celui de Iron Fist et Mike Colter en tant que Luke Cage.
Le 2 août 2016, Elden Henson, l’interprète de Foggy dans Daredevil, est annoncé à la distribution pour reprendre son rôle dans la série,.
Le 8 octobre 2016, lors du New York Comic Con, il est révélé que Sigourney Weaver va incarner l'ennemie principale, sans plus de précision sur le personnage.

### Tournage
Le 12 avril 2016, lors de son passage à Paris, Charlie Cox, l'acteur principal de la série Daredevil, a annoncé que le tournage de la série The Defenders débuterait à la fin de l'année 2016.
Le tournage a eu lieu à New York, à partir de l'automne 2016.

## Épisodes
Cette mini-série, composée de huit épisodes, a été diffusée sur Netflix en 2017.
1. Le Mot qui commence par H (The H Word)
2. Un sacré crochet du droit (Mean Right Hook)
3. Comportement déplorable (Worst Behavior)
4. Dragon royal (Royal Dragon)
5. Refuge (Take Shelter)
6. Les Cendres (Ashes, Ashes)
7. Un poisson dans la prison (Fish in the Jailhouse)
8. Les Defenders (The Defenders)

## Accueil
La série reçoit de bonnes critiques, considérant la première saison comme meilleure que la saison 1 d'Iron Fist, dernière production Marvel/Netflix sortie avant la diffusion de The Defenders et qui avait été considérée comme le premier échec des coproductions.
Maureen Ryan de Variety salue l'interprétation sobre et posée du personnage d'Alexandra, ainsi que la présence des personnages secondaires importants, mais considère que Finn Jones et son personnage de Danny Rand reste le « talon d'Achille » de l'univers dépeint.

## Audience
La série a été la moins regardée des productions Marvel sur Netflix. Il semblerait que les premiers chiffres d'audience analysés par l'institut Jumping Shot, spécialisée dans le marketing analytique sur une période d'un mois fasse apparaître une baisse du nombre de télé-spectateurs de près de 67 % sur sa deuxième semaine de diffusion, de 48 % sur la troisième et de 41 % sur la quatrième. La série n'a atteint que 17 % des audiences de la seconde saison de Daredevil, 28 % sur Iron Fist, 27 % sur Luke Cage et 26 % sur Jessica Jones.